# 威廉·帕卡
威廉·帕卡（William Paca，1740年10月31日—1799年10月13日），美国政治家，法官。生于英属北美马里兰省阿宾敦，是来自马里兰州的美国独立宣言签署人之一，曾担任马里兰州第一届大陆会议和第二届大陆会议的代表。曾被乔治·华盛顿任命为马里兰州地方法官。1782年11月22日至1785年11月26日任马里兰州州长。毕业于宾夕法尼亚大学。威廉·帕卡也是美国开国元勋之一。